# Mohamed Ennafaa
Mohamed Ennafaa (Mohamed Nafaâ; * 28. August 1917 in Jendouba; † 17. Oktober 2007) war ein tunesischer Politiker. Er war von 1946 bis 1981 Erster Sekretär der Tunesischen Kommunistischen Partei. 

## Leben
Ennafaa, Sohn einer Bauernfamilie, studierte Griechisch und Latein in Algier und wurde Lehrer. Seit seiner Jugend engagierte er sich für die Unabhängigkeit Tunesiens. Während des Zweiten Weltkrieges beteiligte er sich an der Résistance.
1943 trat Ennafaa der Tunesischen Kommunistischen Partei (TKP) bei. Von 1943 bis 1945 leitete er die Parteiorganisation von Sfax. 1946 wurde er Mitglied des ZK und des Politbüros des ZK der TKP. 1947 war er Redakteur der TKP-Zeitung al-Taliya („Die Avantgarde“). Auf dem dritten Parteitag der TKP 1948 wurde Ennafaa zum Ersten Sekretär des ZK der TKP gewählt.
Im Rahmen der Auseinandersetzungen um die Unabhängigkeit Tunesiens wurde Ennafaa am 18. Januar 1952 zusammen mit weiteren Führern der TKP sowie der Neo-Destur-Partei und der Gewerkschaften verhaftet und in den Süden Tunesiens deportiert. Ennafaa war zunächst in der französischen Kaserne von Remada, dann in den Lagern von Ben Gardane und Zaarour inhaftiert. Anfang 1953 ging Ennafaa bis zum September 1954 in den Untergrund.
Fünf Jahre nach der Unabhängigkeit verbot Staatspräsident Habib Bourguiba 1961 die TKP. Ennafaa blieb während nahezu der gesamten Zeit der Illegalität Erster Sekretär der TKP. Erst auf dem – noch im Untergrund abgehaltenen – VIII. Parteitag der TKP im Februar 1981 wurde er von Mohamed Harmel abgelöst. Am 17. Juli 1981 wurde die TKP erneut zugelassen. Ennafaa setzte seine Tätigkeit innerhalb der Partei fort und nahm auch an den innerparteilichen Debatten teil, die im April 1993 zur Umformung der Partei in die Ettajdid-Bewegung führten.
Ennafaa verstarb im Alter von 90 Jahren und wurde auf dem Friedhof von Karthago-Byrsa beigesetzt.

## Autobiographien
- Il était une fois – un jeune révolté. Publisud, Paris 2000, ISBN 978-2-86600-373-9.
- Chronique saharienne. Lettre d’un patriote déporté dans les camps colonialistes du sud tunisien du 18 janvier 1952 au 6 février 1953. Introduction et notes de Habib Kazdaghli. Ed. Attariq al jadid, Tunis 2011, ISBN 978-9938-807-38-7.